# جيوفاني جياكوميتي
جيوفاني جياكوميتي (1868 - 1933) هو رسام سويسري، وهو والد الفنانين ألبرتو جياكوميتي ودييغو جياكوميتي ووالد المهندس المعماري برونو جياكوميتي.

## معرض اللوحات

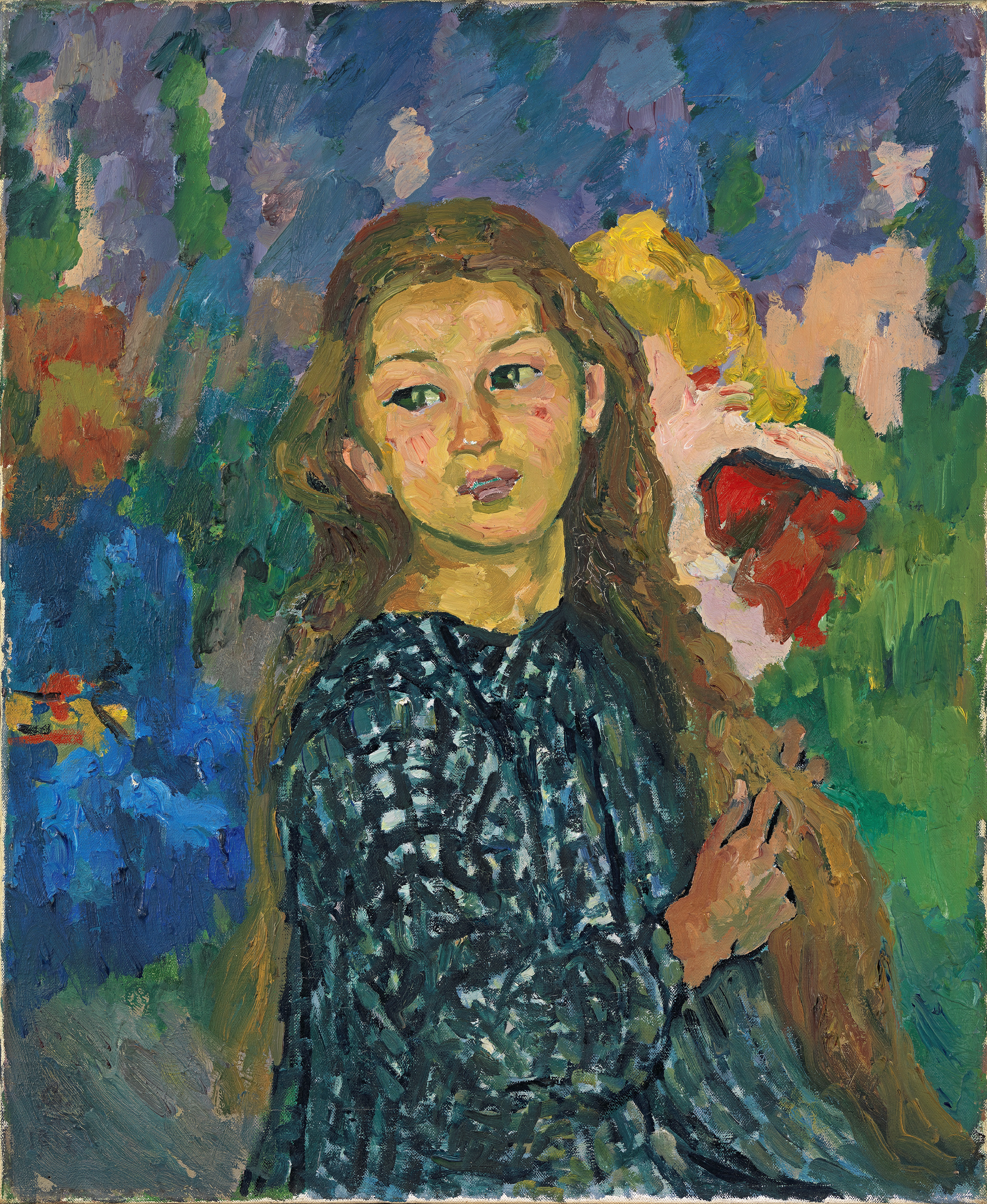
صورة أوتيليا جياكوميتي. 1912
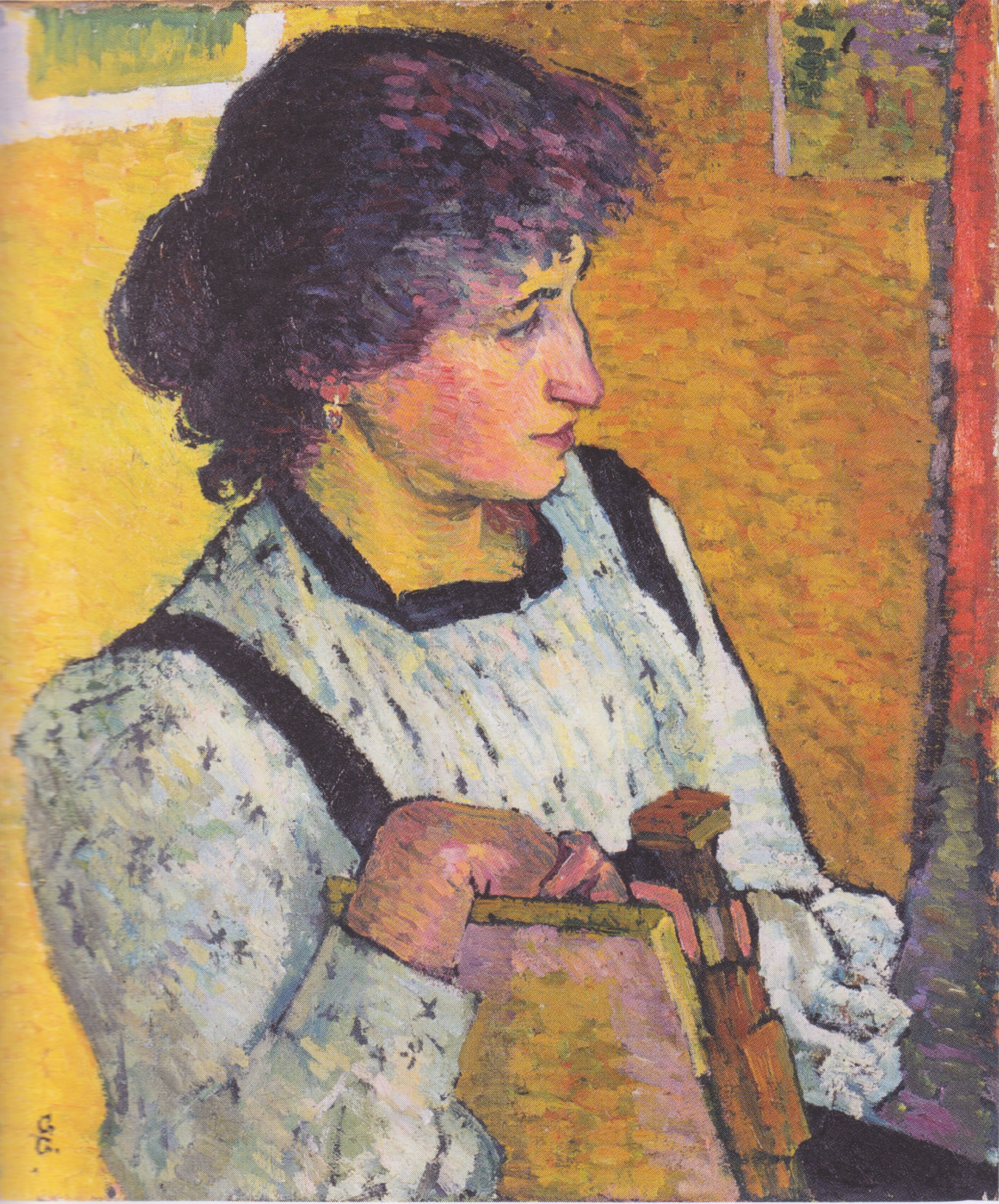
انيتا. 1911
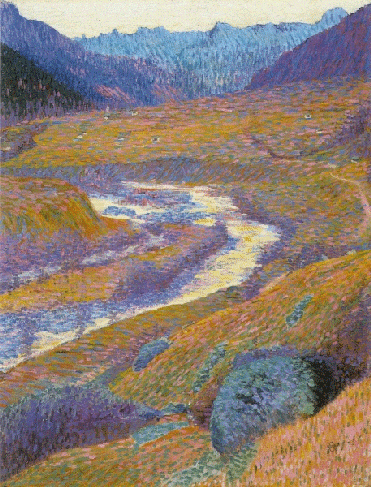
مساء الخريف. 1903
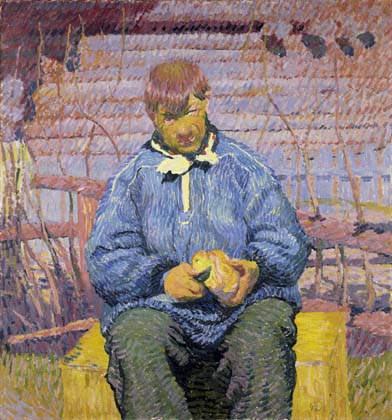
الخبز. 1908.
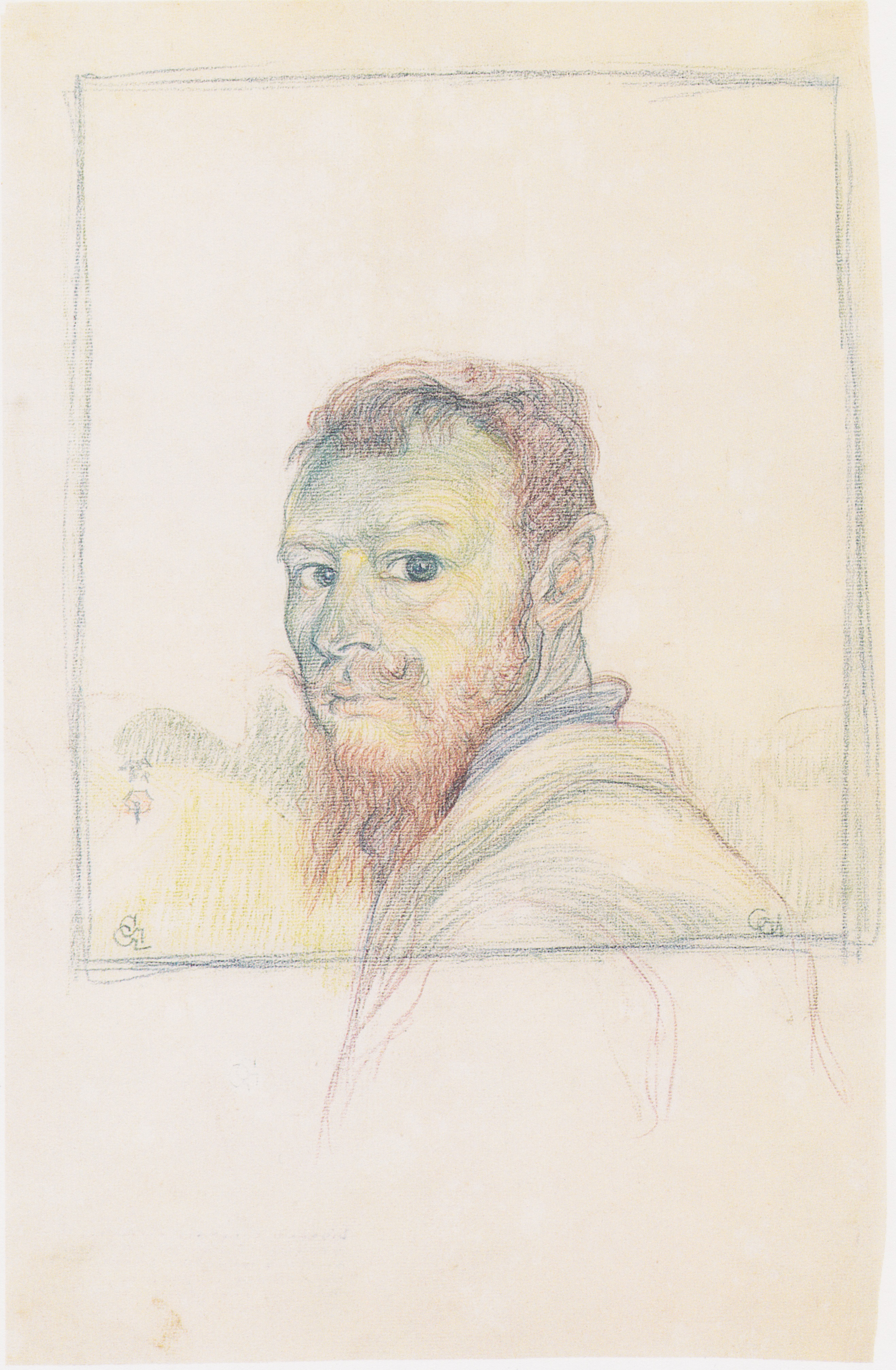
بورتريه ذاتي للفنان. 1898
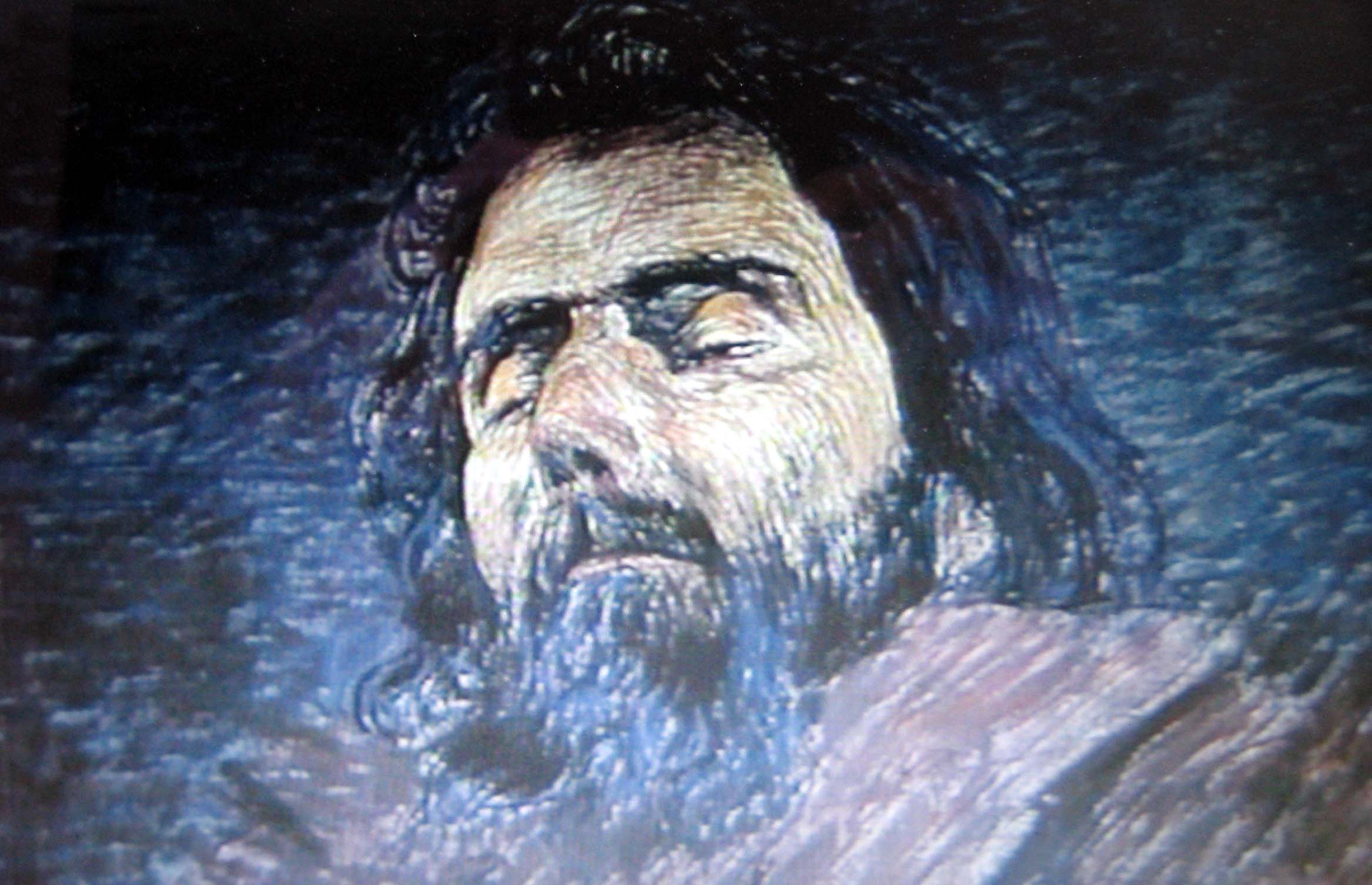
صورة لوفاة سيغانتيني. 1899

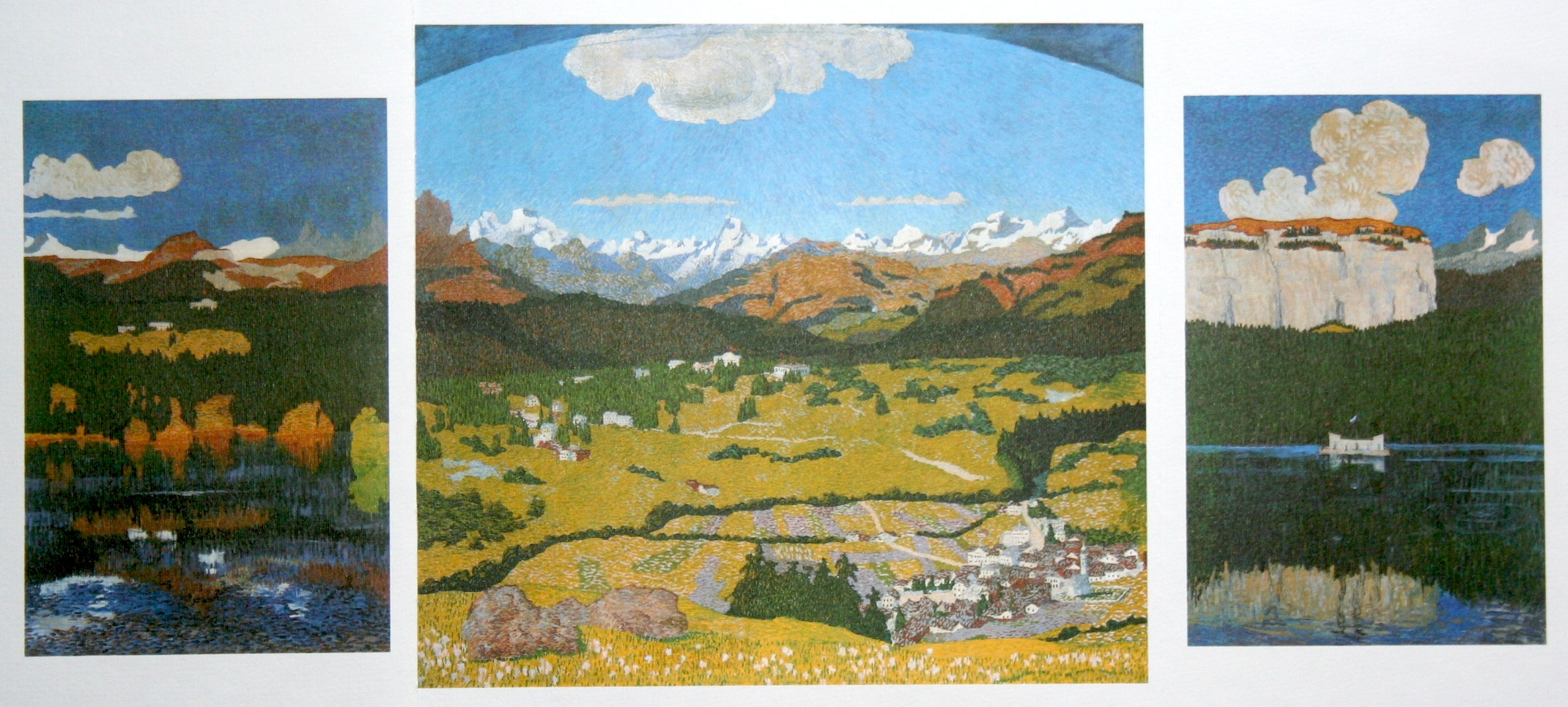
بانوراما. 1904
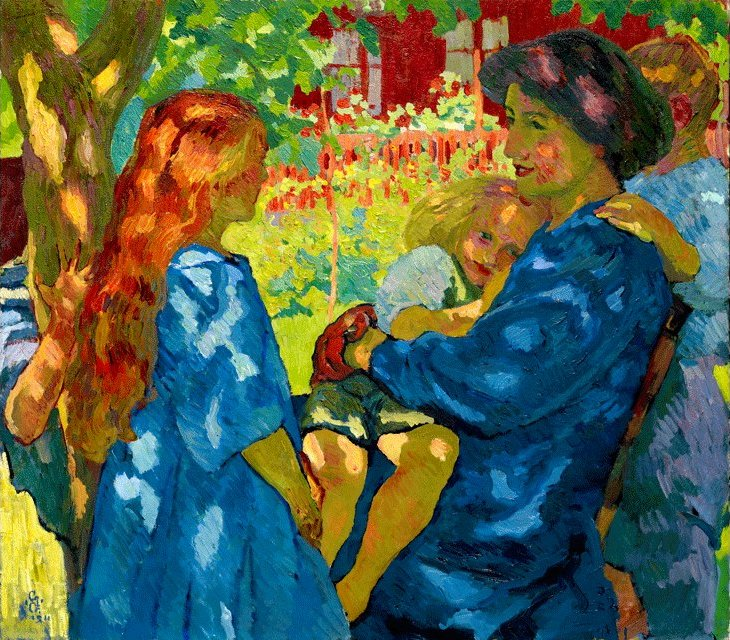
Retrato de familia bajo el árbol más viejo. 1911
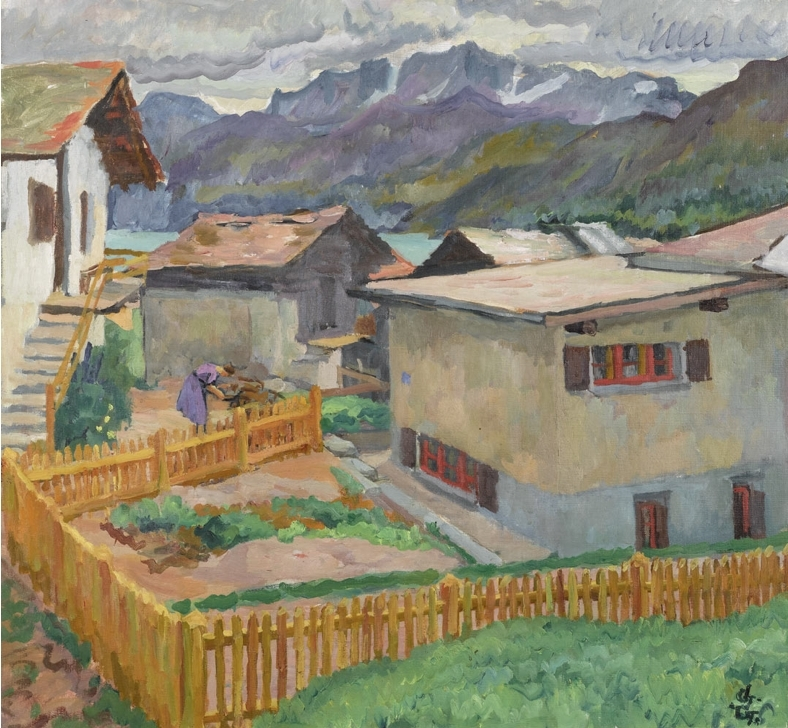
Capolago con vistas al Corvatsch (c. 1926).
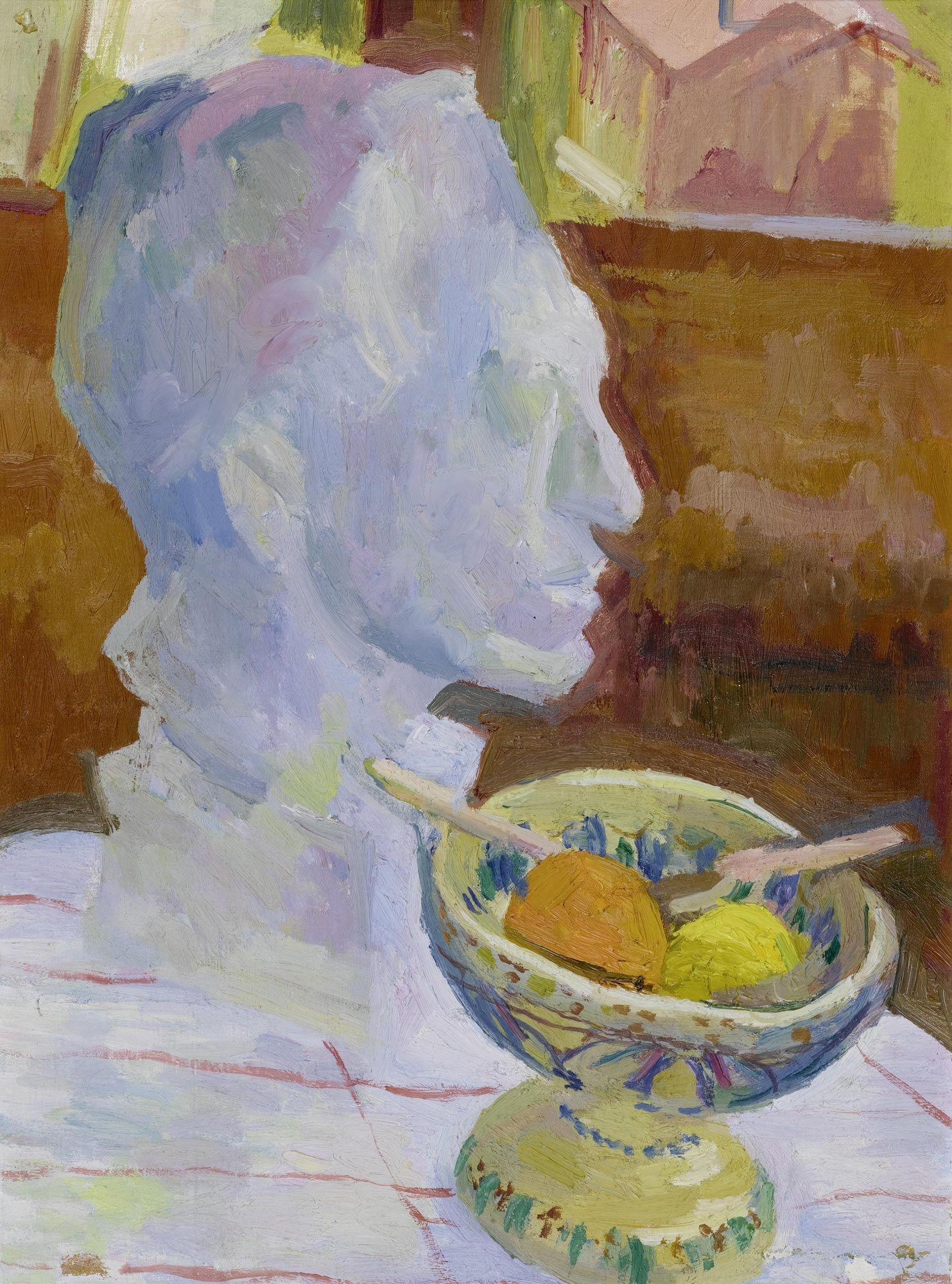
Naturaleza muerta. 1929.